# 8e étape du Tour d'Italie 1998
La 8e étape du Tour d'Italie 1998 a lieu le 24 mai entre Matera et Lecce. Elle est remportée par Mario Cipollini.

## Récit
Troisième victoire au sprint cette année pour Mario Cipollini. Il devient l'égal de Giuseppe Saronni dans l'Histoire du Giro avec 24 victoires d'étapes et n'est plus qu'à une longueur du record après-guerre d'Eddy Merckx.
Michele Bartoli grappille 6 secondes de bonifications sur Alex Zülle.

## Classement de l'étape
| \| 1. \| Mario Cipollini \| \| Saeco \| en \| \| \| 2. \| Silvio Martinello \| \| Polti \| + \| 0 s \| \| 3. \| Endrio Leoni \| \| Ballan \| \| m.t. \| |                   |  |        |    |      |
| 1. | Mario Cipollini   |  | Saeco  | en |      |
| 2. | Silvio Martinello |  | Polti  | +  | 0 s  |
| 3. | Endrio Leoni      |  | Ballan |    | m.t. |

## Classement général
| \| 1. \| Alex Zülle \| \| Festina \| en \| \| \| 2. \| Michele Bartoli \| \| Asics \| + \| 5 s \| \| 3. \| Luc Leblanc \| \| Polti \| \| 50 s \| |                 |  |         |    |      |
| 1. | Alex Zülle      |  | Festina | en |      |
| 2. | Michele Bartoli |  | Asics   | +  | 5 s  |
| 3. | Luc Leblanc     |  | Polti   |    | 50 s |